# Emigració espanyola

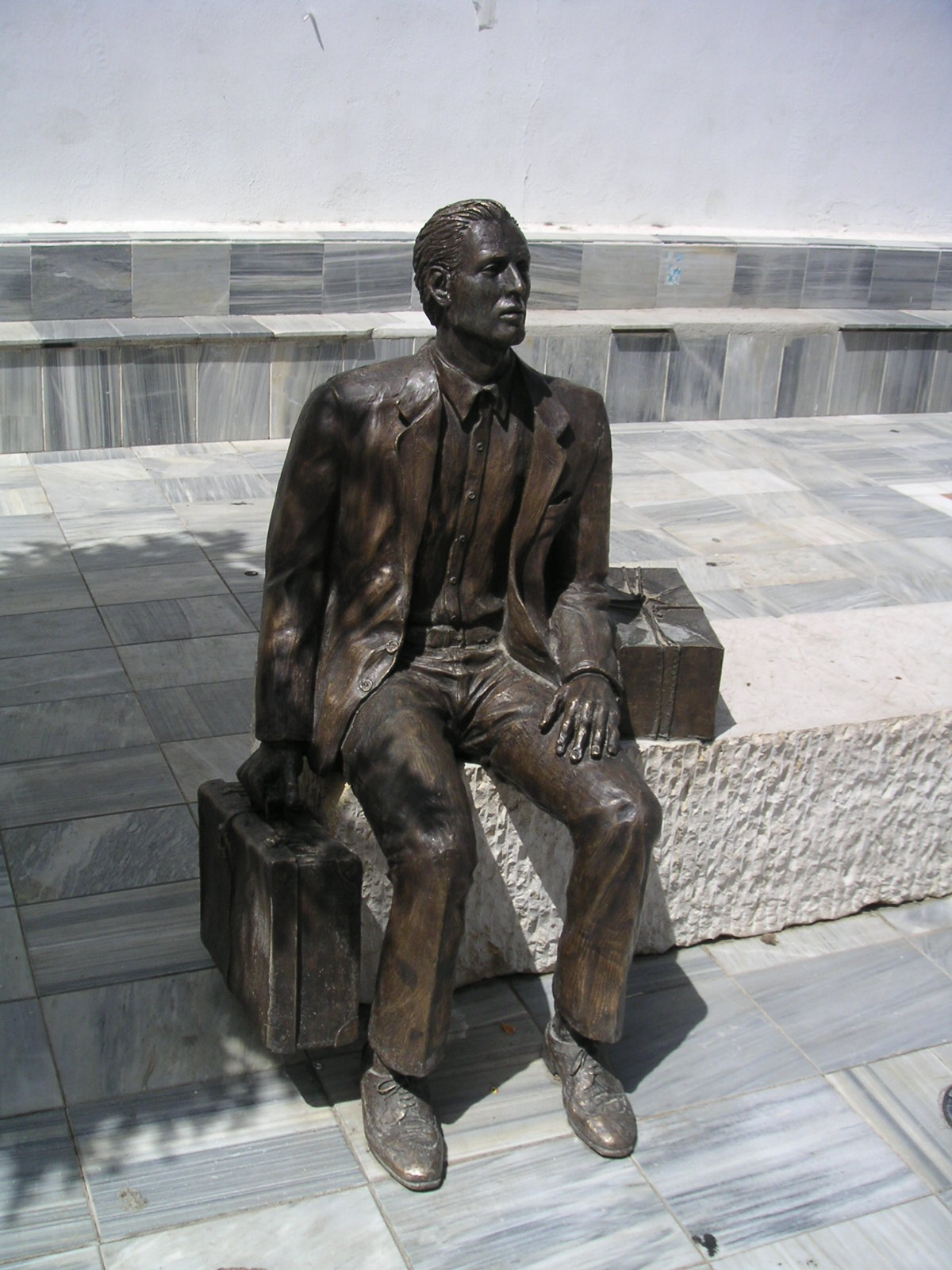
Estàtua dedicada a l'emigrant (Tocón, Íllora, província de Granada)

L'emigració espanyola és un fenomen històric de llarga durada que comença a l'edat moderna, i el que es pot considerar com continuació del procés repoblador peninsular de direcció nord-sud que va estar seguint la Reconquesta a l'edat mitjana. Ja durant el segle xx, va variar les seves destinacions principals d'Amèrica a Europa, disminuint molt a conseqüència de la crisi de 1973, i sense tornar a donar posteriorment xifres molt elevades a causa de l'auge econòmic que comportà l'entrada a la Comunitat Europea (1986). Malgrat que s'ha produït una tornada important d'immigrants (sobretot des d'Europa), segueixen existint significatives colònies d'espanyols en diferents països europeus i americans, així com els seus descendents nascuts allí. Sense destacar numèricament, és especialment significativa l'emigració de joves universitaris que acaben la seva formació científica a l'estranger, i de vegades no en tornen (fugida de cervells).

## Immigració i emigració
És important assenyalar que durant tota la història l'emigració espanyola va conviure simultàniament amb la immigració provinent de l'entorn mediterrani africà (fonamentalment amazics) cap a Al-Àndalus i d'Europa (fonamentalment francs) cap als regnes cristians del nord, fenomen aquest últim que va continuar durant els segles següents, fins i tot en alguns casos puntuals des de més lluny (repoblació de Sierra Morena per camperols catòlics alemanys durant la intendència d'Olavide, al regnat de Carles III). A partir dels anys 1980 la immigració amb fins laborals (de vegades originada per persecucions polítiques o inestabilitat social o mediambiental) té els seus orígens en Amèrica Llatina, Nord d'Àfrica i Est d'Europa (a més de contingents menys nombrosos d'Àfrica subsahariana, Xina i altres països asiàtics). La immigració provinent d'Europa Occidental és molt nombrosa, encara que la seva motivació és tant laboral (en llocs de molta major qualificació) com d'oci (adquisicions immobiliàries de turistes i jubilats, que arriben a fixar la seva residència en zones costaneres, com Illes Balears, Canàries o València).

## Emigració contemporània
A la taula següent es reflecteix el nombre de residents espanyols a l'estranger per països, el 2001, 2007 i 2012 (les diferències en les xifres de cada any s'han d'atribuir no només al pas del temps, sinó a les diferents fonts i metodologies utilitzades per a obtenir-les). Les xifres reals poden ser més grans; no s'hi comptabilitzen els no inclosos al cens electoral per molt diverses raons.
| Posició | País         | 2001    | 2007    | 2012    |  |
| ------- | ------------ | ------- | ------- | ------- |  |
| 1       | Argentina    | 247.824 | 255.243 | 367.939 |  |
| 2       | França       | 202.068 | 159.579 | 198.182 |  |
| 3       | Veneçuela    | 122.160 | 119.591 | 180.731 |  |
| 4       | Brasil       | 78.133  | 63.637  | 100.622 |  |
| 5       | Alemanya     | 125.256 | 83.465  | 96.403  |  |
| 6       | Suïssa       | 106.167 | 71.746  | 94.617  |  |
| 7       | Mèxic        | 157.220 | 51.098  | 89.323  |  |
| 8       | Estats Units | 53.559  | 45.394  | 86.626  |  |
| 9       | Regne Unit   | 59.017  | 44.713  | 69.097  |  |
| 10      | Uruguai      | 52.353  | 40.720  | 60.046  |  |